# Gmina Draž
Gmina Draž (chorw. Općina Draž) – gmina w Chorwacji, w żupanii osijecko-barańskiej.

## Miejscowości i liczba mieszkańców (2011)
- Batina – 879
- Draž – 505
- Duboševica – 554
- Gajić – 294
- Podolje – 140
- Topolje – 395